# Samuel Hallman

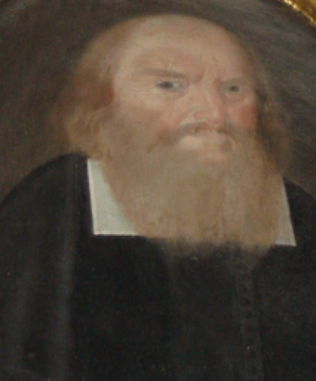
Samuel Hallman

Samuel Davidis Hallman, född 1633 i Hardemo Kumla, död 19 januari 1709 i Arboga, var en svensk präst.
Han var son till kyrkoherden David Francisci Stregnensis Hallman (död 1659) och Helena Birgersdotter (död 1658) samt från 1657 gift med Brita Olsdotter. Makarna blev föräldrar till sju barn varav sonen David övertog faderns tjänst i Götlunda kyrka.
Hallman studerade vid Strängnäs gymnasium 1648 och blev student vid Akademien i Uppsala 1655. Han prästvigdes i Strängnäs 1656 och blev pastorsadjunkt i Hardemo församling samma år samt medverkade i 1657 års prästmöte. Han blev kommunister i Götlunda församling 1660 och kyrkoherde där 1661 och installerades då av prosten Petrus Laurentii Brommius i Glanshammars församling. Han fick i november månad 1705 konungens tillstånd att uppdraga Götlunda pastorat åt sin son adjunkt David Hallman, som motivering anges på grund däraf, att herr Samuel, som något öfver 40 år berömligen tjänat församlingen, för sin höga ålderdom och sina förtvinade fötter icke förmår själf förrätta gudstjänsten. I Götlunda kyrka hänger ett väl arbetat och utsirat epitafium över Samuel Hallman med mannens och hustruns porträtt i bröstbild på vardera sidan och med en inskription. 
Hallman säges hafva väl vårdat sin församling och därtill varit mycket behaglig i sällskap samt utrustad med god talegåfva, hvarigenom han förvärfvat sig många vänner.
Han stod också i mycken gunst hos konung Karl XI och gästade honom i Kungsör. Hallman röjde redan tidigt anlag för biografiska texter och skrev såsom gymnasist 1653 en memoria personalis över rektor Nicolaus Suenonis Nericiensis Buddæus i Örebro till ett biografilexikon. Han skrev dessutom olika predikningar och likpredikan som trycktes och 1667 skrev han rannsakningar över runstenarna i Södra Lunger och Urvalla.

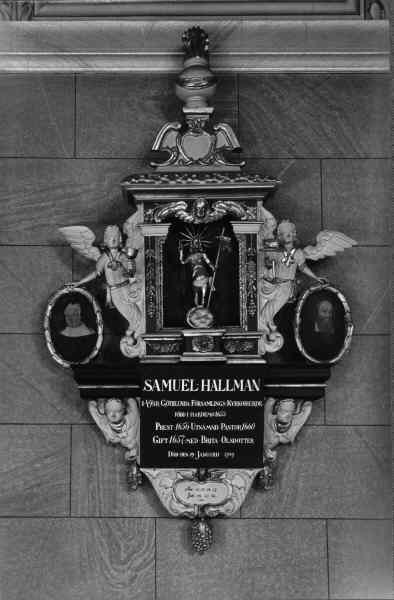
[Epitafium i Götlunda kyrka över Samuel Hallman och hans hustru.